# Carlos Carmona
Carlos Emilio Carmona Tello (ur. 21 lutego 1987 w Coquimbo) – chilijski piłkarz występujący na pozycji pomocnika, zawodnik CSD Colo-Colo. Były reprezentant Chile. Posiada także obywatelstwo hiszpańskie.

## Życiorys

### Kariera klubowa
Carlos Carmona zawodową karierę rozpoczynał w 2005 roku w Coquimbo Unido – klubie ze swojego rodzinnego miasta. Przez 3 lata występował z nim w rozgrywkach drugiej ligi chilijskiej. Sezon 2008 piłkarz spędził już w zespole CD O’Higgins, w barwach którego zadebiutował w rozgrywkach Primera División. Stał się podstawowym zawodnikiem swojego zespołu i w pierwszej części sezonu rozegrał 16 meczów.
Podczas letniego okienka transferowego w 2008 roku Carmona przeprowadził się do Europy, gdzie podpisał kontrakt z włoską Regginą Calcio. Kwota transferu wyniosła 890 tysięcy £. W Serie A piłkarz zadebiutował 14 września podczas zremisowanego 1:1 meczu z Torino FC. W sezonie 2008/2009 Carmona był podstawowym zawodnikiem swojego klubu i wystąpił w 32 ligowych pojedynkach, wszystkich w podstawowym składzie. Reggina w końcowej tabeli pierwszej ligi zajęła 19. miejsce i spadła do Serie B.
Następnie występował w klubach: Atalanta BC i Atlanta United FC.
29 stycznia 2018 podpisał kontrakt z chilijskim klubem CSD Colo-Colo, umowa do 31 grudnia 2019.

### Kariera reprezentacyjna
Carmona ma za sobą występy w młodzieżowych reprezentacjach Chile. W 2005 roku wystąpił na Mistrzostwach Świata U–20 2005, na których był najmłodszym chilijskim zawodnikiem. Wychowanek Coquimbo był również uczestnikiem Mundialu 2007, na którym razem ze swoim zespołem zdobył brązowy medal. Rok później Carmona z kadrą do lat 23 wziął udział w Młodzieżowym Festiwalu Talentów w Tulonie, na którym Chilijczycy przegrali w finałowym spotkaniu z Włochami 0:1.
W seniorskiej reprezentacji Chile Carmona zadebiutował 16 czerwca 2008 w zwycięskim 2:0 meczu z Boliwią. Od razu stał się podstawowym zawodnikiem drużyny narodowej, z którą awansował do Mistrzostw Świata w RPA.